# دالاي لاما
الدالاي لاما (6 يوليو 1935م– حتى الآن) هو القائد الديني الأعلى للبوذيين التبتيين وحتى عام 1959 م كان الدالاي لاما يمثل القيادتين الروحية والدنيوية في إقليم التبت. وهو بطبيعة الحال راهب بوذي في جماعة القبعات الصفر (غيلوغبا) والتي أوجدت على يد تسونغكابا (1357 – 1419).
لقب بملك التيبت وخليفة بوذا في نظر أتباعه. كان دلاي لاما الرابع عشر آخر من حمل هذا اللقب وهو من مواليد شنغهاي 1935 وكان يبلغ الرابعة من عمره عندما اعتبره فريق من اللامات خليفة دلاي لاما الثالث عشر. ثم نصّب في لاسا عام 1940 وأصبح يعتبر «بوذا الحي».
دالاي تعني المحيط باللغة المغولية، جياستو بالتبتية تعني محيط الحكمة، أما لاما فتعني السيد الروحاني. كان الدالي لاما يمثل مع الوصي على العرش والحكومة التبتية النظام الثيوقراطي الذي حكم التبت منذ عام 1642 م حتى عام 1959 م تاريخ نفي الدالاي لاما الرابع عشر تينزن غياتسو إلى الهند بيد الحكومة الصينية الشيوعية والتي كانت قد احتلت التبت عسكرياً عام 1949 م.
الدالاي لاما بالنسبة للبوذيين هو فوحان لبوديساتفا الرحمة، والبوديساتفات في البوذية هم كائنات منيرة اختارت أن تولد ثانية لما فيه خير جميع الكائنات الأخرى. الدالاي لامات يشكلون معاً خطاً من التولكو أي الأسياد الذين تجسدوا من جديد، وعلى الدالاي لاما ورهبانه والأسياد الروحانيين أن يبدؤوا البحث عن إعادة تجسده (أي الدالاي لاما المقبل). ويتم ذلك عن طريق إشارات معينة يتم من خلالها تحديد الطفل الذي هو إعادة تجسد الدالاي لاما، ويؤخذ ذلك الطفل إلى دير بوذي لكي يتلقى التعاليم البوذية.
على الرغم من أن الدالاي لاما هو راهب من جماعة القبعات الصفر إلا أن جميع المدارس الرهبانية البوذية الرئيسية الأخرى في التبت تعترف بسلطانه الروحي عليها.
في الستينات استعادت القوات الصينية سيطرتها على التيبت واضطر الدلاي لاما إلى العيش في المنفى.

## مركز إقامة الدالي لاما
منذ عهد الدالاي لاما الخامس وحتى عام 1959 م تاريخ نفي الدالاي لاما الرابع عشر كان مقر الدالاي لاما الشتوي في قصر بوتالا ومقره الصيفي في قصر نوربولينغكا، ويقع القصران في لاهاسا عاصمة التبت والمسافة بينهما تقدر بحوالي ثلاثة كيلومترات.
وفي عام 1959 م وعلى خلفية الاحتلال الصيني للتبت انتقل الدالاي لاما تينزن غياتسو كلاجئ للهند، حيث استقبله رئيس الوزراء الهندي جواهر لال نهرو مع أتباعه التبتيين وضمن لهم الإقامة الآمنة في بلاده. استقر حينها الدالاي لاما في دهارامسالا في ولاية خسماتشال براديش في شمال الهند حيث أسست هناك إدارة التبت المركزية (حكومة التبت في المنفى).

## قائمة باسماء الدالاي لاما
| الاسم            | الصورة | نبذة                                    |
| ---------------- | ------ | --------------------------------------- |
| غيندون دروب      |        | 1391 - 1474 الدالاي لاما الأول.         |
| غيندون غياتسو    |        | 1475 - 1542 الدالاي لاما الثاني.        |
| سونام غياتسو     |        | 1543 - 1588 الدالاي لاما الثالث.        |
| يونتين غياتسو    |        | 1589 - 1616 الدالاي لاما الرابع.        |
| لوزانغ غياتسو    |        | 1617 - 1682 الدالاي لاما الخامس.        |
| تسانغيانغ غياتسو |        | 1683 - 1706 الدالاي لاما السادس.        |
| كيلزانغ غياتسو   |        | 1708 - 1757 الدالاي لاما السابع.        |
| جامفيل غياتسو    |        | 1758 - 1804 الدالاي لاما الثامن.        |
| لونغتوك غياتسو   |        | 1806 - 1815 الدالاي لاما التاسع.        |
| تسولتريم غياتسو  |        | 1816 - 1837 الدالاي لاما العاشر.        |
| خيندروب غياتسو   |        | 1838 - 1856 الدالاي لاما الحادي عشر.    |
| ترينلي غياتسو    |        | 1856 - 1875 الدالاي لاما الثاني عشر.    |
| ثوبتين غياتسو    |        | 1876 - 1933 الدالاي لاما الثالث عشر.    |
| تينزن غياتسو     |        | 1935 - وما زال الدالاي لاما الرابع عشر. |

## مواضيع ذات صلة
- البوذية
- التبت

## وصلات خارجية
- الموقع الرسمي للدالاي لاما الحالي